# توفو
توفو 豆腐 (چینی dòufu، ژاپنی tōfu، کره‌ای doobu) یا «پنیر سویا»، غذایی است که از فرایند بستن شیر سویا به دست می‌آید. این شیر دلمه بسته را با فشار به قالب‌های سفید نرم تبدیل می‌کنند. خاستگاه توفو چین است و امروزه بخشی از آشپزی کشورهای آسیای جنوب شرقی، همچون چین، ژاپن، کره، اندونزی، ویتنام و دیگر کشورها را تشکیل می‌دهد.

## تولید
فارغ از نوع و اندازه توفو، فرایند کلی تهیه توفو به شکل زیر است:
1. آماده‌سازی شیر سویا
2. دلمه‌شدگی شیر سویا
3. تحت فشار قرار دادن شیر لخته و تهیه قالب‌های توفو

## انواع
توفو گونه‌هایی متنوع دارد که شامل توفوی تازه و آن دسته از توفوهایی است که با استفاده از روشی خاص به عمل می‌آیند. توفو از خود عطر اندکی دارد و از این رو می‌توان آن را چه در غذاهای شور و چه در غذاهای شیرین استفاده کرد. به‌طور معمول، برای تناسب با طعم غذا، توفو را تند کرده یا به آن ادویه می‌زنند. توفو کالری پایین و آهن کمابیش بالایی دارد و میزان چربی آن اندک است. فراورده‌های شماری از کارگاه‌های تهیه توفو ممکن است دارای درجهٔ بالایی از کلسیم و منیزیم باشد.

## ارزش غذایی

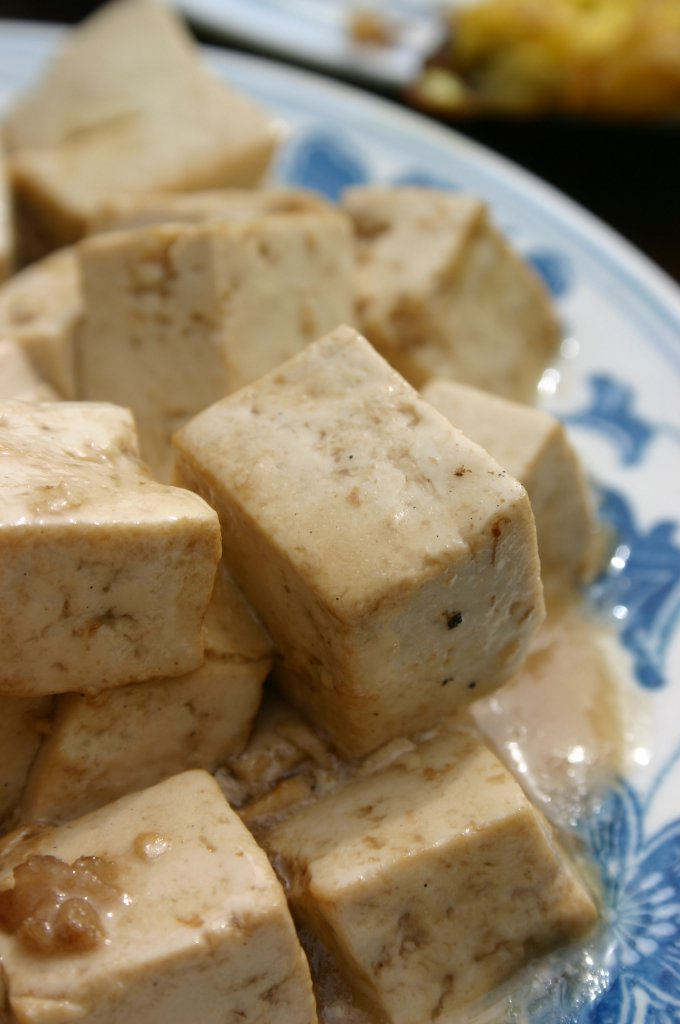
قطعه‌های ادویه خورده توفو در آشپزی چینی